# Cuspivolva paulwatsoni
Cuspivolva paulwatsoni is een slakkensoort uit de familie van de Ovulidae. De wetenschappelijke naam van de soort is voor het eerst geldig gepubliceerd in 2013 door Fehse en Lorenz.